# Gruber-Steg
Der Gruber-Steg, ehemals Schießstätt-Steg  (Slowenisch: Gruberjeva brv / Streliška brv) ist eine 1939 eröffnete Fußgänger- und Fahrradbrücke über den Gruberkanal in Stadtteil Poljane von Ljubljana, der Hauptstadt Sloweniens. 
Er verbindet die Straßen und Wege Streliška ulica, Strmi pot und Roška cesta am südöstlichen Teil des Schlossbergs  mit der Hradeckega cesta am rechten Ufer des Gruberkanals und den Wegen zum Botanischen Garten der Universität sowie zum Golovec. 
Benannt ist er nach Gabriel Gruber (1740 bis 1805), dem Planer des Gruberkanals.

## Beschreibung
Das Brückentragwerk ist ein dreigliedriger Bogen. Die Spannweite des Bogens beträgt 35 m und die Gesamtlänge der Brücke 49,80 m. Zwischen den gusseisernen Brückengeländern  ist der asphaltierte Gehweg 3,0 m breit.
Die Brücke wurde in den Jahren 2012 und 2013 umfangreich saniert. Unter anderem wurde ein Behindertenaufzug angebaut.